# Aloys Jousten
Aloys Jousten, né le 2 novembre 1937 à Saint-Vith (Belgique) et mort le 20 septembre 2021 à Cologne (Allemagne), est un prêtre catholique germanophone belge du diocèse de Liège. Il est évêque de Liège de 2001 à 2013.

## Biographie

### Formation, vocation et ministères
Né dans une famille de cultivateurs, Aloys Jousten fait ses études primaires puis secondaires à Amblève puis à Saint-Vith.
Il entre au séminaire en 1956 à Saint-Trond puis à Liège, étudiant successivement la philosophie puis la théologie. Il est ordonné par Guillaume-Marie van Zuylen le 8 juillet 1962 et poursuit ses études de théologie à l'université catholique de Louvain où il obtient un doctorat en 1966.
De 1964 à 1975, il enseigne la théologie morale au Grand Séminaire et à l’Institut Supérieur de Catéchèse et de Pastorale (I.S.C.P.) de Liège, avant de prendre la direction du lycée épiscopal Heidberg-Institut à Eupen.
De 1970 à 1985, il est vicaire dominical d'Amblève, puis nommé curé-doyen de Saint-Vith. En 1986, l'évêque de Liège Albert Houssiau lui confie le vicariat épiscopal pour la région germanophone, fonction qui le fait membre du Conseil épiscopal. En 1990, il devient curé de la paroisse St-Nicolas d'Eupen et doyen de la ville.

### Épiscopat

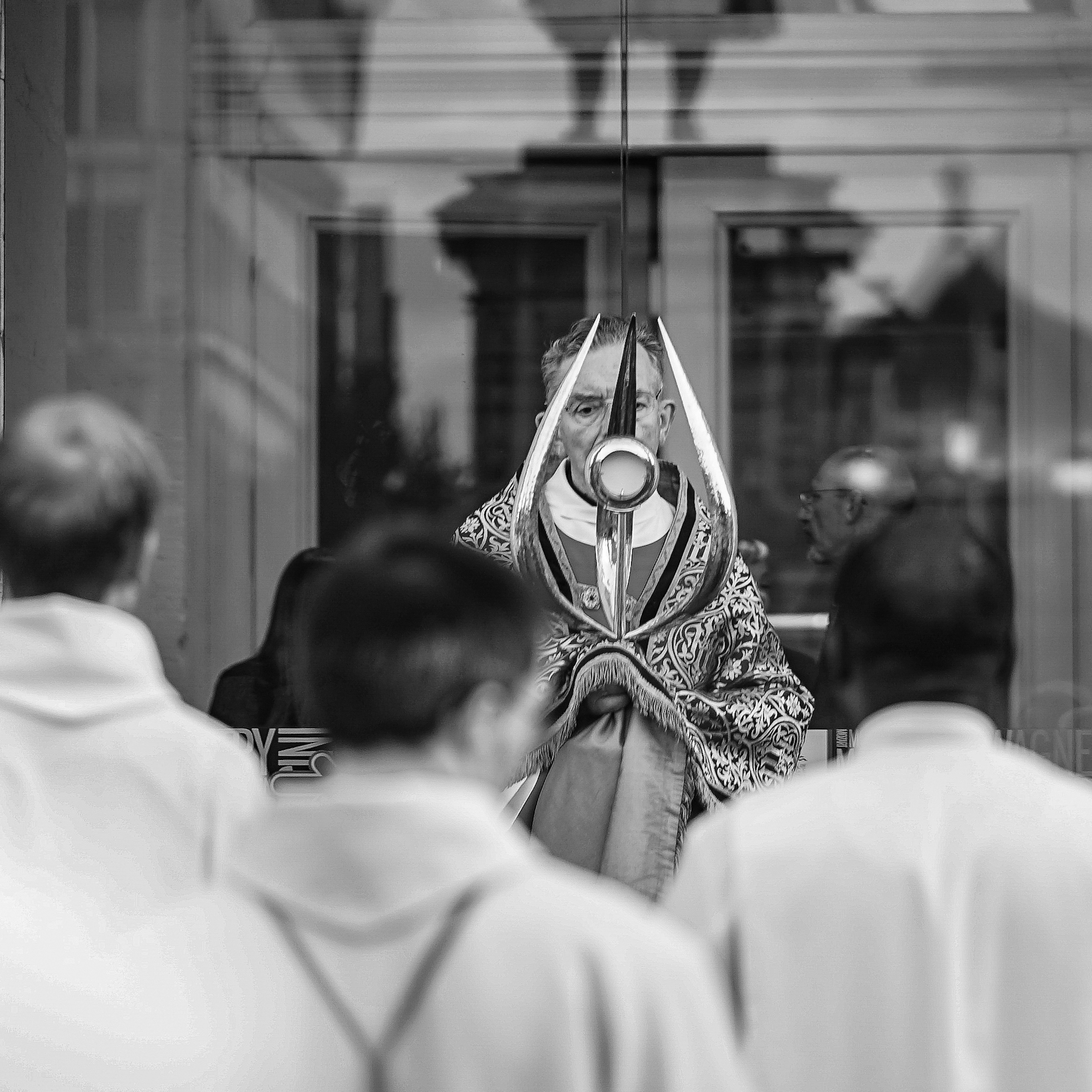
Aloys Jousten à la Fête Dieu à Liège en 2019.

Le 9 mai 2001, Jean-Paul II le nomme évêque de Liège pour succéder à Albert Houssiau, à la tête de l'évêché de Liège depuis 1986. Il est consacré le 3 juin suivant par le cardinal Godfried Danneels, archevêque de Malines-Bruxelles. 
Son épiscopat est marqué par son engagement social et ses prises de position sociétales, s'opposant notamment aux expulsions des immigrés clandestins ou soutenant les travailleurs licenciés par le groupe sidérurgique ArcelorMittal. Il s'exprime également contre les violences homophobes et condamne l'attentat sanglant qui a endeuillé la ville de Liège en 2011.      
Le 2 novembre 2012, jour de ses 75 ans et comme prévu par le droit canon, il introduit une demande auprès du pape Benoît XVI afin d'être déchargé de sa mission épiscopale. Sa renonciation est acceptée le 31 mai 2013 par le pape François. Il devient évêque émérite.
Il meurt le 20 septembre 2021 de manière inopinée à Cologne. Ses funérailles ont eu lieu à la cathédrale de Liège . Il est enterré aux côtés de ses prédécesseurs dans le caveau des Évêques de Liège dans le collatéral-Nord de cette même cathédrale.